# Chung Ki-young
Dans ce nom coréen, le nom de famille, Chung, précède le nom personnel.
Pour les articles homonymes, voir Chung.
Chung Ki-young est un boxeur sud-coréen né le 23 novembre 1959 à Gyeongsangbuk-do.

## Carrière
Champion de Corée et d'Asie OPBF des poids plumes en 1983 et 1984, il devient champion du monde IBF de la catégorie le 29 novembre 1985 après sa victoire par KO au 15e round contre son compatriote Oh Min-keun. Chung conserve son titre face à Tyrone Jackson et Richard Savage mais perd contre Antonio Rivera le 30 août 1986. Il met un terme à sa carrière après ce combat sur un bilan de 31 victoires, 5 défaites et 2 matchs nuls.